# Bror Kjellgren
Bror Håkan Alexander Kjellgren (i riksdagen kallad Kjellgren i Reijmyre), född 14 december 1865 i Bjärtrå socken, död 3 september 1951 i Ununge församling, var en svensk bruksägare och riksdagsman (konservativ). Han var son till bruksägaren Josua Kjellgren.
Bror Kjellgren var förvaltare vid Reijmyre glasbruk och senare delägare där. Han tillhörde Första kammarens nationella parti och var ledamot av riksdagens första kammare från 28 mars 1913 till 1919, invald i Östergötlands läns valkrets.